# Stenkatoppen
Der Stenkatoppen (russisch Гора Стенка Gora Stenka, deutsch ‚Wandberg‘, englisch Stenka Mountain) ist ein 2350 m hoher Berg im ostantarktischen Königin-Maud-Land. In der Payergruppe der Hoelfjella ragt er im Zentrum des Gebirgskamms Spraglegga als dessen höchste Erhebung auf.
Entdeckt und anhand von Luftaufnahmen kartiert wurde er der Deutschen Antarktischen Expedition (1938–1939) unter der Leitung Alfred Ritschers. Norwegische Kartographen kartierten ihn anhand von Vermessungen und weiterer Luftaufnahmen der Dritten Norwegischen Antarktisexpedition (1956–1960). Teilnehmer einer sowjetischen Antarktisexpedition (1960–1961) kartierten ihn erneut und benannten ihn deskriptiv. Diese Benennung wurde später ins Norwegische und Englische übertragen.